# 食人鲨
《食人鲨》是由Tripwire Interactive开发和发行的动作角色扮演游戏。在遊戲中，玩家將控制一條雌性公牛鯊，在開放世界中不斷進化和生存，以便向在幼年時殺死了自己母親的漁夫報仇。漁夫死後，鯊魚將去到一個神秘的實驗場地，對抗一個在克洛維斯港周圍造成混亂的放射性怪物。
遊戲於2020年5月22日在Windows、PlayStation 4和Xbox One上發佈，2020年11月在Xbox Series X/S和PlayStation 5上發佈。2021年5月25日在任天堂Switch發佈，2021年5月27日在日本發佈。2021年4月1日宣佈推出名為《真相任務》的DLC，並於2021年8月31日發佈。

## 遊戲玩法
遊戲是以第三人稱視角進行的動作角色扮演遊戲。在遊戲中，玩家控制的是一條小公牛鯊，目標是向一個名叫Scaly Pete的獵鯊人報殺母之仇。玩家控制的鯊魚有幾種基本的攻擊方式，包括沖向敵人，從水中溜走，用尾巴鞭打並眩暈敵人。它還可以利用周圍的環境，比如把劍魚當作長矛來獲得戰鬥上的優勢。鯊魚需要捕食其他水生生物，如魚和海龜以獲得蛋白質、脂肪、礦物質和稀有的誘變劑等營養。玩家也可以在海岸線上大肆破壞，摧毀遊艇和船隻，將人們從水上摩托艇上撞下來，攻擊他們。當玩家獲得足夠的營養，鯊魚必須進入水下洞穴來解鎖新的能力並長大，以對付更巨型和危險的生物。 鯊魚會慢慢進化成成年的 「巨型」鯊魚，藉以獲得高級升級和各種定制選項，如外部骨板、影子裝甲和電磁釘，以進一步提升鯊魚的戰鬥能力。
玩家可以扮演鯊魚，自由探索克洛維斯港的開放世界，合共八個地區組成，包括海灣地區、渡假海灘、工業碼頭、開放大洋等等。玩家可以發現隱藏的地標，並完成支線任務。雖然每個地區都會有其他掠食者攻擊玩家，如北美狗魚、梭魚、鱷魚、抹香鯨、虎鯨，甚至其他鯊魚，但它們也會有自己的頂級掠食者，它們的體型更大，外觀也與正常物種不同。當中包括大鱗魣、尖吻鯖鯊、美洲鱷、無溝雙髻鯊、大白鯊、虎鯨和白抹香鯨。玩家如成功擊敗這些掠食者，將為贏得特殊技能。隨著玩家造成更多的破壞，賞金獵人將會被派遣去追捕鯊魚。如果鯊魚成功殺死了十個領頭獵人，將會獲得額外的獎勵。遊戲由Trip Westhaven（配音：Chris Parnell）作旁白，在整個遊戲中引導玩家。Chris Parnell為Maneaters vs. Sharkhunters的電視真人秀節目的主持人。

## 遊戲劇情
一個電視真人秀節目的攝製組跟隨經驗豐富的獵鯊船長皮埃爾・勒布朗和他的兒子凱爾追捕一條成年公牛鯊。這條公牛鯊是皮埃爾・勒布朗父親的，身上有一把魚叉。他們設法捕捉在海灘上大開殺戒的公牛鯊，但卻發現其懷孕了。隨後皮埃爾・勒布朗把公牛鯊開膛破肚，取出幼鯊，並用刀在它身上留下傷痕以作辨認，但他卻在過程中因此失去了右手。幼鯊透過吃魚、水生哺乳動物、爬行動物、人類和頂級捕食者等長大。他們最終重新追蹤並找到了那條鯊魚，並試圖活活燒死它。但鯊魚最後吃掉了皮埃爾・勒布朗的左腿，然後逃脫了。而其兒子凱爾則在是次爆炸中喪生，「卡津女王號」沉沒，皮埃爾・勒布朗也因此而毀容。
隨著鯊魚不斷長大，皮埃爾・勒布朗準備用極端的方法來殺死鯊魚。攝製組越來越擔心皮埃爾・勒布朗會因凱爾的死而失去理智，並試圖勤勸阻他。皮埃爾・勒布朗最終修復了他父親的老式PT 522海軍巡邏艇，為其配備了軍事級火力，皮埃爾・勒布朗用炸藥來殺死自己和鯊魚。雖然皮埃爾・勒布朗在爆炸中死亡，但鯊魚最終還是活了下來，並撤退到水下洞穴裡恢復。

## 開發過程
遊戲由Blindside Interactive和發行商Tripwire Interactive共同開發， 由曾參與過多人競技遊戲《深度》的Alex Quick領導製作。在《深度》中，玩家可以控制鯊魚或潛水夫與對方戰鬥。 《食人鯊》最初被設計為《深度》的後續遊戲，其後成為基於《深度》的遊戲系統發展而成的單人體驗獨立作品。
遊戲受到了《大白鯊逃脫》和其他動作RPG遊戲如《駭客入侵》和《冤罪殺機》的啟發。據Tripwire總裁John Gibson稱，該團隊一直想製作一款類似於《極地戰嚎》和《塞爾達傳說：荒野之息》等開放世界類的作品，但同時希望作品是 「全新且獨特的」。 遊戲的戰鬥系統的靈感來自《拳無虛發》和《黑暗靈魂》，需要玩家思考戰術並辨識對手的攻擊模式。
Tripwire新成立的發行部門於2018年6月11日宣佈Maneater，並為遊戲提供資金、行銷和額外的開發，實體版由Deep Silver發行。遊戲預告片首次於E3 2018的PC遊戲展播出。 Maneater於2020年5月22日在微軟Windows平臺、Epic Games Store、PlayStation 4和Xbox One全球發佈。任天堂Switch版本原計劃在2020年發佈，後來推遲到2021年5月25日 。

## 評價
| 汇总媒体   | 得分                                   |
| ---------- | -------------------------------------- |
| Metacritic | (PC) 70/100 (PS4) 67/100 (XONE) 71/100 |

| 媒体            | 得分   |
| --------------- | ------ |
| Destructoid     | 7/10   |
| Game Revolution | 6/10   |
| GameSpot        | 7/10   |
| IGN             | 7.0/10 |
| PC Gamer美国    | 65/100 |